# Man of the Woods
Man of the Woods — п'ятий студійний альбом американського співака Джастіна Тімберлейка, випущений 2 лютого 2018 року на лейблі RCA Records. Тімберлейк назвав альбом іменем свого сина Сайласа, яке означає «Man of the forest».

## Випуск альбому
У травні 2016 року Тімберлейк в радіоінтерв'ю підтвердив, що працює над новим альбомом, але без зазначення дати релізу: «Я думаю, що там, де я виріс в Америці, багато різного музичного впливу. Ріс в Теннессі — це  майже центральна частина країни — Мемфіс відомий як місце народження рок-н-ролу, але він також є і будинком блюзу, а Нашвілл — це кантрі». Тімберлейк працював з такими продюсерами як Тімбаленд, Danja, The Neptunes, Макс Мартін, і в наступному своєму інтерв'ю він повідомив, що: «музика цього альбому буде сильно відрізнятися від усього того, що я раніше робив... Це Southern American music. Але я хочу зробити звучання цього стилю більш сучасним - принаймні, у мене зараз така ідея». У грудні 2017 року сайт Тімберлейка представив логотип з букв «MOTW». Журнал Rolling Stone повідомляв, що в записі альбому візьме участь кантрі-музикант Кріс Степлтон. Кріс Степлтон і Тімберлейк раніше вже працювали разом під час живого виконання декількох пісень на церемонії CMA Awards 2015 і деякі видання припустили, що новий альбом буде створений під впливом південної музики.
У жовтні 2017 року було оголошено, що Тімберлейк стане хедлайнером суперконцерта під час музичного перерви Super Bowl, який в підсумку пройшов 4 лютого 2018 року на U.S. Bank Stadium в Міннеаполісі, штат Міннесота. Це стала його третя участь в подібних суперфінальних шоу: раніше він вже виступав в 2001 (у складі NSYNC) і 2004 роках (сольно). Він підтвердив через соціальні мережі, що Man of the Woods буде виданий 2 лютого. Також, вийшов відеотрейлер, що описує нову роботу і те, що вплинуло на його музичний стиль: «цей альбом дійсно натхненний моїм сином, моєю дружиною, моєю родиною, але більше, ніж будь-який альбом, який я коли-небудь писав, — тим місцем, звідки родом». Альбомний лід-сингл, «Filthy», вийшов 5 січня разом з початком прийому попередніх замовлень на альбом. Пісня вийшла разом з відеокліпом, та ще три додаткових відео від різних режисерів вийдуть 18 січня. Разом з анонсуванням «Filthy» журнал Variety підтвердив гостьову участь у записі альбому таких музикантів як Кріс Степлтон, The Neptunes і Аліша Кіз. Обкладинку альбому створив фотограф Райан МакГінлі. Ексклюзивна версія альбому і його вінілове видання будуть доступні через Target; обидва видання також стали доступні для попереднього замовлення разом з виходом першого синглу «Filthy».
З березня 2018 по січень 2019 року в підтримку п'ятого студійного альбому пройде шостий концертний тур Man of the Woods Tour. Передбачено, що він розпочнеться 13 березня 2018 року в Торонто, Канада, буде складатися з декількох турів в Північній Америці і в Європі, а завершиться 29 січня 2019 року в Денвері, штат Колорадо.

## Відгуки
Альбом отримав змішані відгуки музичної критики і інтернет-видань: Metacritic, Rolling Stone, Variety, Billboard. Більш критичний погляд виклали такі видання як Entertainment Weekly (категорія B), The Guardian (3/5), New Musical Express (3/5), Exclaim! (5/10), Pitchfork.

## Комерційний успіх
Man of the Woods дебютував на першому місці американського хіт-параду Billboard 200 з тиражем 293,000 проданих еквівалентних одиниць, включаючи 242,000 копій справжніх продажів, ставши 4-м для Тімберлейка чарт-топпером в США. Він також став 4-м альбомом співака на позиції № 1 в канадському чарті Canadian Albums Chart з тиражем 18,000 одиниць в перший тиждень.

## Список композицій
| №   | Назва                                       | Автор(и)                                                                      | Тривалість | Продюсер(и)                          |
| --- | ------------------------------------------- | ----------------------------------------------------------------------------- | ---------- | ------------------------------------ |
| 1.  | «Filthy»                                    | Джастін Тімберлейк, Лоренс Допсон, Джеймс Фаунтлерой, Нейт Хілс, Тімоті Мослі | 4:53       | Джастін Тімберлейк, Timbaland, Danja |
| 2.  | «Midnight Summer Jam»                       | Тімберлейк, Чад Г'юго, Фаррелл Вільямс                                        | 5:12       | Тімберлейк, The Neptunes             |
| 3.  | «Sauce»                                     | Тімберлейк, Хілс, Мослі                                                       | 4:05       | Тімберлейк, Ives, Danja              |
| 4.  | «Man of the Woods»                          | Тімберлейк, Г'юго, Вільямс                                                    | 4:03       | Тімберлейк, The Neptunes             |
| 5.  | «Higher, Higher»                            | Тімберлейк, Г'юго, Вільямс                                                    | 4:18       | Тімберлейк, The Neptunes             |
| 6.  | «Wave»                                      | Тімберлейк, Г'юго, Вільямс                                                    | 4:24       | Тімберлейк, The Neptunes             |
| 7.  | «Supplies»                                  | Тімберлейк, Г'юго, Вільямс                                                    | 3:45       | Тімберлейк, The Neptunes             |
| 8.  | «Morning Light» (за участю Аліші Кіз)       | Тімберлейк, Аліша Кіз, Робін Тадрос, Ерік Хадсон, Елліотт Айвз                | 4:02       | Тімберлейк, Rob Knox, Eric Hudson    |
| 9.  | «Say Something» (за участю Кріса Степлтона) | Тімберлейк, Допсон, Фаунтлерой, Хілс, Мослі, Степлтон                         | 4:39       | Тімберлейк, Timbaland, Danja, Допсон |
| 10. | «Hers (Interlude)»                          | Тімберлейк                                                                    | 1:01       | Тімберлейк                           |
| 11. | «Flanne»                                    | Тімберлейк, Г'юго, Вільямс                                                    | 4:49       | Тімберлейк, The Neptunes             |
| 12. | «Montana»                                   | Тімберлейк, Г'юго, Вільямс                                                    | 4:39       | Тімберлейк, The Neptunes             |
| 13. | «Breeze Off the Pond»                       | Тімберлейк, Г'юго, Вільямс                                                    | 4:11       | Тімберлейк, The Neptunes             |
| 14. | «Livin' Off the Land»                       | Тімберлейк, Г'юго, Вільямс                                                    | 4:53       | Тімберлейк, The Neptunes             |
| 15. | «The Hard Stuff»                            | Тімберлейк, Степлтон, Тадрос, Хадсон, Айвз                                    | 3:15       | Тімберлейк, Rob Knox                 |
| 16. | «Young Man»                                 | Тімберлейк, Хілс, Мослі                                                       | 3:45       | Тімберлейк, Timbaland, J-Roc         |

## Чарти
| Чарт (2018)                                          | Пікова позиція |
| ---------------------------------------------------- | -------------- |
| Австралія Australian Albums (ARIA)                   | 2              |
| Австрія Austrian Albums (Ö3 Austria)                 | 4              |
| Бельгія Belgian Albums (Ultratop Flanders)           | 1              |
| Бельгія Belgian Albums (Ultratop Wallonia)           | 6              |
| Канада Canadian Albums (Billboard)                   | 1              |
| Чехія Czech Albums (ČNS IFPI)                        | 1              |
| Данія Danish Albums (Hitlisten)                      | 1              |
| Нідерланди Dutch Albums (MegaCharts)                 | 1              |
| Фінляндія Finnish Albums (Suomen virallinen lista)   | 11             |
| Франція French Albums (SNEP)                         | 7              |
| Німеччина German Albums (Offizielle Top 100)         | 1              |
| Угорщина Hungarian Albums (MAHASZ)                   | 12             |
| Ірландія Irish Albums (IRMA)                         | 3              |
| Італія Italian Albums (FIMI)                         | 8              |
| Японія Japan Hot Albums (Billboard Japan)            | 18             |
| Японія Japanese Albums (Oricon)                      | 32             |
| Нова Зеландія New Zealand Albums (Recorded Music NZ) | 3              |
| Норвегія Norwegian Albums (VG-lista)                 | 8              |
| Польща Polish Albums (ZPAV)                          | 2              |
| Португалія Portuguese Albums (AFP)                   | 7              |
| Шотландія Scottish Albums (OCC)                      | 3              |
| Словаччина Slovak Albums (IFPI)                      | 2              |
| Іспанія Spanish Albums (PROMUSICAE)                  | 7              |
| Швеція Swedish Albums (Sverigetopplistan)            | 6              |
| Швейцарія Swiss Albums (Schweizer Hitparade)         | 2              |
| Велика Британія UK Albums (OCC)                      | 2              |
| США Billboard 200                                    | 1              |

| Чарт (2018)                                             | Позиція |
| ------------------------------------------------------- | ------- |
| Австралія Australian Albums (ARIA)                      | 100     |
| Бельгія Belgian Albums (Ultratop Flanders)              | 26      |
| Бельгія Belgian Albums (Ultratop Wallonia)              | 115     |
| Канада Canadian Albums (Billboard)                      | 42      |
| Данія Danish Albums (Hitlisten)                         | 35      |
| Нідерланди Dutch Albums (MegaCharts)                    | 52      |
| Франція French Albums (SNEP)                            | 176     |
| Німеччина German Albums (Offizielle Top 100)            | 67      |
| Південна Корея South Korean International Albums (Gaon) | 28      |
| Швейцарія Swiss Albums (Schweizer Hitparade)            | 56      |
| США Billboard 200                                       | 46      |

## Сертифікації
| Регіон                                                      | Сертифікація | Продажі   |
| ----------------------------------------------------------- | ------------ | --------- |
| Бразилія (ABPD)                                             | Платиновий   | 40 000    |
| Канада (Music Canada)                                       | Золотий      | 40 000    |
| Данія (IFPI Denmark)                                        | Платиновий   | 20 000    |
| Польща (ZPAV)                                               | Платиновий   | 20 000    |
| Велика Британія (BPI)                                       | Срібний      | 60 000    |
| США (RIAA)                                                  | Платиновий   | 1 000 000 |
| продажі+прослуховування, що базуються лише на сертифікаціях |              |           |